# Vianania australis
Vianania australis är en fjärilsart som beskrevs av Orfila 1935. Vianania australis ingår i släktet Vianania och familjen björnspinnare. Inga underarter finns listade i Catalogue of Life.